# Трапеция Ориона
Трапеция Ориона — компактное рассеянное звёздное скопление, расположенное в центре Туманности Ориона, в созвездии Орион.

## Открытие
Трапеция Ориона была открыта Галилео Галилеем 4 февраля 1617 года, когда он зарисовал относительное расположение трёх звёзд трапеции (A, C, D) не увидев при этом в свой телескоп окружающую звёзды туманность. О существовании четвёртой компоненты (B) было сообщено сразу несколькими наблюдателями в 1673 году. Другие компоненты скопления были открыты позже. К 1888 году было известно, что данное скопление насчитывает восемь компонент, некоторые из которых образуют двойные звёзды.
На сегодняшний день, наблюдая небо в любительский телескоп с апертурой 12-15 см при хорошем небе можно выделить до шести звёзд данного скопления.

## Физические характеристики
Трапеция Ориона является достаточно молодым рассеянным скоплением, родившимся непосредственно в Туманности Ориона. Пять крупнейших звёзд имеют массу порядка 15-30 масс Солнца. Они расположены в пределах сферы диаметром около 1,5 световых лет и дают основной вклад в освещение окружающей их туманности. По своим кинематическими характеристиками Трапецию Ориона можно рассматривать как составляющую значительно большего скопления Туманности Ориона, которое имеет в диаметре 20 световых лет и содержит около 2000 звёзд.
Инфракрасные изображения Трапеции Ориона дают возможность лучше увидеть газопылевые облака Туманности Ориона и выявить месторасположение многих других компонентов скопления. Более половины звёзд в пределах этого скопления «только» образовались и имеют протопланетный диск, из которого впоследствии возможно сформируется планетная система. Вместе с тем, в пределах скопления астрономы обнаружили также несколько низкомассивных коричневых карликов со значительными собственными скоростями, достаточными чтобы покинуть данное скопление.

## Идентификация
Легче всего отождествить данное скопление можно по четырём его самым ярким звёздам (их называют ещё как A, B, C и D в порядке возрастания их координат прямого восхождения), формирующие собой четырёхугольник в виде трапеции. Самой яркой из них является компонента C с видимой величиной 5.13, известная ещё как Θ1 Ориона C. Компоненты A и B, как оказалось, являются затменно-двойными звёздами.

## Возможная черная дыра
В статье 2012 года говорится, что в Трапеции Ориона может присутствовать черная дыра средней массы с массой больше 100 масс Солнца, что может объяснить большую дисперсию скоростей звезд скопления.